# Залісся (Гомельський район)
Залісся (біл. Залессе) — село в Черетянській сільській раді Гомельського району Гомельської області Республіки Білорусь. 

## Географія

### Розташування
За 48 км на південний схід від Гомеля, 15 км від залізничної станції Кравцовка (на лінії Гомель — Чернігів).

## Транспортна мережа
Транспортні зв'язки степовою, потім автомобільною дорогою Будище — Гомель. Планування складається з двох коротких прямолінійних, паралельних між собою широтних вулиць, забудованих дерев'яними будинками садибного типу.

## Історія

### Радянський період

#### Довоєнні роки
Засноване на початку XX століття переселенцями із сусідніх сіл. Найбільш активна забудова належить до 1920-х років. У 1926 році працювало відділення зв'язку в Черетянській сільраді Носовицького району Гомельського округу. 1931 року жителі вступили до колгоспу.

#### Німецько-радянська війна
Під час німецько-радянської війни 9 мешканців загинули на фронті. 

#### Повоєнні роки
1959 року у складі колгоспу «За Родину».

## Населення

### Чисельність
- 2004 — 11 господарств, 19 мешканців